# Sergi Durà
Sergi Durà o Sergio Durá (València, 1973) és un escriptor satíric.

## Obres
- Coincidències (Brosquil, 2009).
- Un Home Llop Xangainés a Dubai (Editorial Cocó, 2011).